# Rio Corbu (Râul Lung)
O Rio Corbu é um rio da Romênia, afluente do Râul Lung, localizado no distrito de Caraş-Severin.